# كويزي أرجواني
كويزي أرجواني (الاسم العلمي: Cantharellus purpuraceus) هو نوع من الفطريات يتبع جنس الكويزي من فصيلة الكويزية.